# Битва під Старими Санжарами
Битва під Старими Санжарами була перестрілкою, яка відбулася 25 червня 1709 року біля села Старі Санжари в Україні під час Великої Північної війни. Сили московітських вершників під командуванням генерал-лейтенанта Йохана Крістіана Хайніне зробили неочікувану атаку на шведські війська генерал-майора Карла Густафа Крузе, які охороняли московських військовополонених у Старих Санжарах. Хейніне здійснив маневр проти головних сил Крузе, розграбувавши шведську групу, яка була розташована в селі, вбив і схопив шведських охоронців і звільнив московітських військовополонених до того, як Крузе зміг щось зробити. 

### Друковані джерела
- Фром, Пітер   (2007).   Катастрофа при Полтаві: російська кампанія Карла XII 1707-1709 . Стокгольм: історичні медіа . Libris 10266190 . ISBN 978-91-85377-70-1